# フムス (リビア)
フムス（アラビア語: الخمس、ホムスとも）は、リビアの都市。リビア北西部、トリポリタニア北部に位置し、首都トリポリからは120km東に位置する。人口20万2000人（2009年）。ムルグブ県に属し、地中海に面している。1983年から1995年の間はフムス県の県都だった。3.2km東にはローマ帝国時代の大遺跡であるレプティス・マグナ遺跡がある 
。オリーブやナツメヤシ、オレンジといった周辺の農産物の集散地であり、また遠浅の美しい海があるため海水浴場としてもにぎわいを見せる。